# 菲奧里托鎮

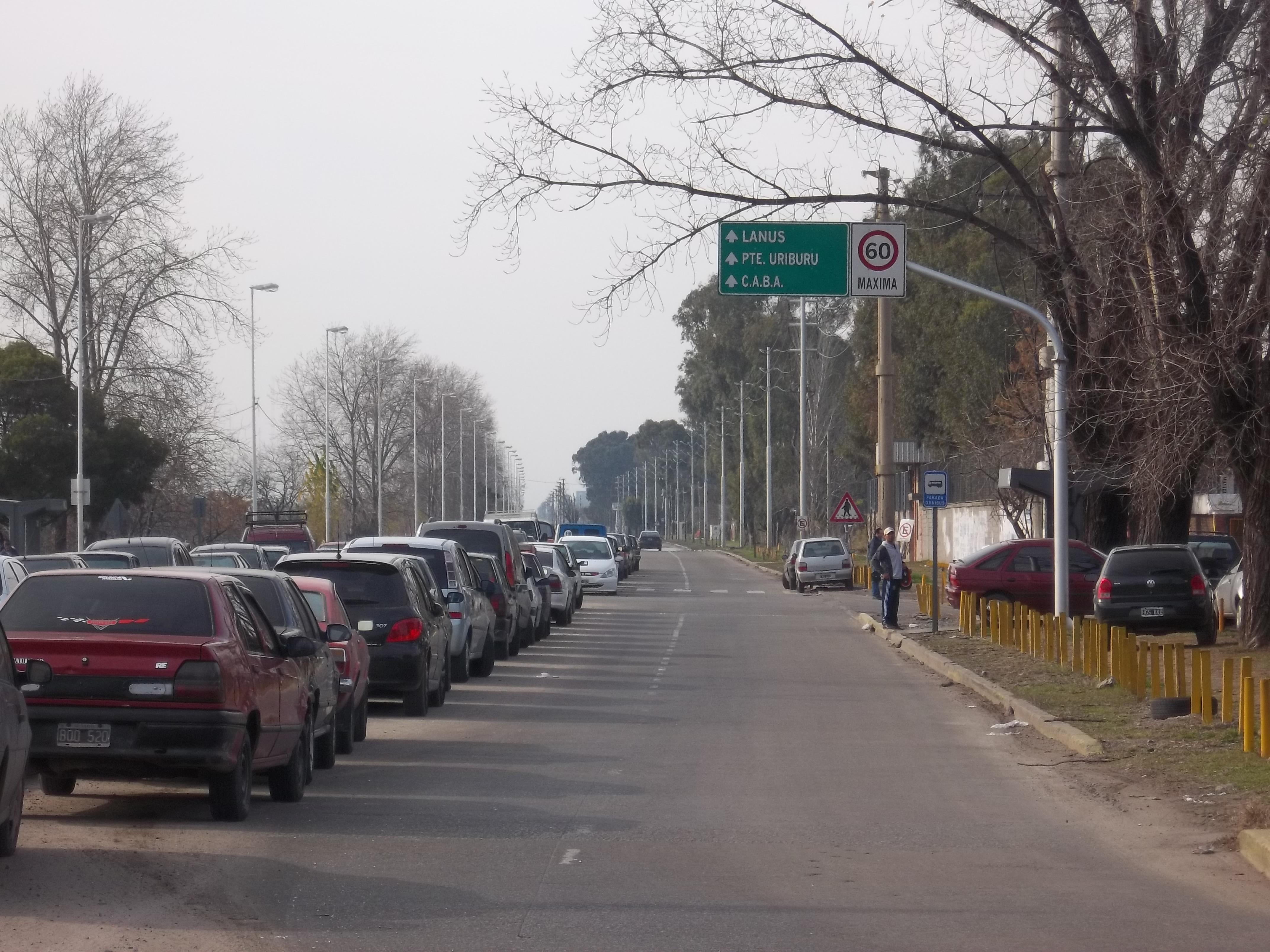
菲奧里托鎮

菲奧里托鎮是阿根廷的城鎮，位於該國東北部，由布宜諾斯艾利斯省負責管轄，海拔高度1米，是足球員迪亞高·馬勒當拿的成長地，2001年人口43,039。